# Tak for sidst (album)
 For alternative betydninger, se Tak for sidst. (Se også artikler, som begynder med Tak for sidst)
Tak for sidst er det tredje album fra den danske rockgruppe Shit & Chanel. Det udkom i september 1978 på Metronome Records.

## Sange
| Nr. | Titel                       | Længde | Skrevet af                                |
| --- | --------------------------- | ------ | ----------------------------------------- |
| A1  | "Forår fatale"              | 4:13   | Anne Linnet                               |
| A2  | "Tiden læger"               | 4:50   | Anne Linnet                               |
| A3  | "Du er alt det jeg kan li'" | 4:05   | Anne Linnet (tekst), Lis Sørensen (musik) |
| A4  | "Lette damer"               | 2:00   | Anne Linnet                               |
| A5  | "Klovnen"                   | 5:33   | Astrid Elbeck                             |
| B1  | "Livets efterår"            | 5:35   | Anne Linnet (tekst), Lis Sørensen (musik) |
| B2  | "Du er min datter"          | 2:39   | Anne Linnet                               |
| B3  | "Spanky"                    | 4:21   | Lis Sørensen                              |
| B4  | "Lena"                      | 3:30   | Anne Linnet                               |
| B5  | "Bella mia"                 | 4:58   | Anne Linnet                               |

## Medvirkende

### Musikere
- Astrid Elbeck: El-piano, flygel, orgel, clavinet, synthesizer (strygere) (moog), clavinet
- Ulla Tvede Eriksen: Trommer, koklokker, maracas, timbales, percussion
- Anne Linnet: Sang, kor, guitar, el-guitar, 12-streget guitar, saxofon
- Lis Sørensen: Sang, kor, guitar, el-guitar
- Lone Poulsen: Bas, el-guitar

### Øvrige
- Shit & Chanel: Producer
- Freddy Hansson, Thomas Brecklin: Lydteknikere
- Shit og Chanel, John Ovesen: Coverdesign
- Jette Michaelsen: Grafik
- Shit & Chanel, Tue Lütken: Fotos

## Cover
På forsiden af albummets cover ses centralt en lidt gammeldags seng med messingknopper på hjørnerne, en pude på et lagen og en buket med fem røde roser og et kort med teksten "Tak for sidst" (albummets titel). Sengen er fotograferet en smule fra siden, så man ikke ser det hele af den; til gengæld ser man en spansk guitar liggende på gulvet med halsen på kanten af sengen, og bagved denne, ved bagvæggen, et sengebord med en grøn plante.
Bagsiden er domineret af et gruppebillede fra studiet, hvor gruppens medlemmer sammen med lydteknikerne sidder/ligger henslængt delvis over hinanden med store smil. Ovenover er der en oversigt over albummets indhold, og nedenunder over de medvirkende og andre tekniske informationer.
På indercoveret finder man tekster og detaljerede oplysninger om de enkelte sange samt nogle billeder, primært fra indspilningerne.